# MAD Studio

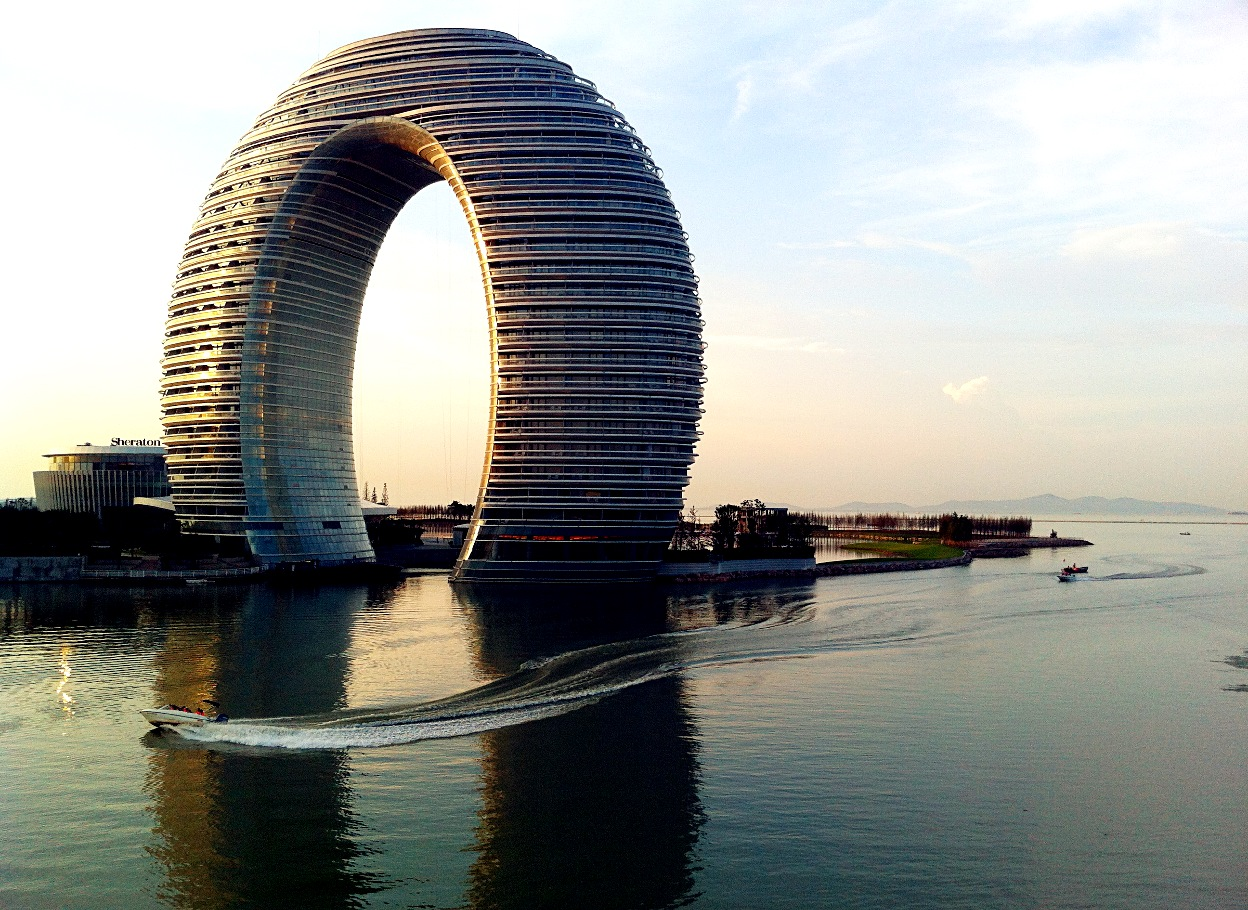
Sheraton Huzhou Hot Spring Resort

MAD Studio oder auch MAD architects ist ein chinesisches Architekturstudio, das 2004 vom Architekten Ma Yansong in Peking gegründet wurde. Mit dem Design des Absolute World 1 des Absolute World Komplexes gewann MAD 2012 den Emporis Skyscraper Award und errang 2013 bei selbigem den 3. Platz mit dem Bau des Sheraton Huzhou Hot Spring Resorts.